# Gipsoteca Davide Calandra
La Gipsoteca Davide Calandra trova sede, unitamente al Museo Civico Antonino Olmo di Savigliano, all'interno dell'ex convento francescano, nel centro storico della città.
Nella chiesa secentesca dedicata a San Francesco, è allestita dal 1973 la collezione di gessi dell'artista torinese.
La Chiesa, ad unica navata e con sei cappelle laterali fu costruita a partire dal 1670, ma inaugurata solo nel 1743. Fu affrescata dall'artista Cuniberti di Racconigi. Nel 1866, sotto l'effetto delle leggi di soppressione degli ordini religiosi, la chiesa cessò di essere officiata. L'ex - convento subì un progressivo degrado e i suoi ambienti furono utilizzati per gli usi più impropri (caserma dei vigili del fuoco, magazzino, autorimessa). Solo nel 1968 l'amministrazione comunale intraprende l'opera di recupero dei locali, a seguito della quale inaugura il Museo Civico nel 1970 e la Gipsoteca tre anni dopo.

## Storia della Gipsoteca
La prima inaugurazione della Gipsoteca risale al 21 giugno 1973, a seguito della donazione da parte di Elena Calandra Cravero, figlia dello scultore, che, nel 1972, aveva donato alla città di Savigliano una serie di gessi.  La presenza di una gipsoteca dedicata all'artista torinese nella città di Savigliano è giustificata da almeno quattro circostanze:
- le origini della famiglia Calandra nella provincia di Cuneo e i loro possedimenti nella zona di Murello e Villanova Solaro, nelle vicinanze di Savigliano;
- il ruolo svolto dal padre, Claudio Calandra, come consigliere provinciale per il Mandamento di Villanova Solaro fino al 1880 e come rappresentante per la IX e X Legislatura del Collegio di Savigliano nel Parlamento Italiano;
- l'arrivo di un primo nucleo di sei opere di Calandra al Museo nel 1917,  grazie alla donazione della vedova di Calandra, Luisa
- la donazione al Comune, da parte dello stesso scultore, del bozzetto per la lapide al Generale Arimondi realizzato per l'omonima caserma torinese. torinese.

Nel 1983 altri 140 pezzi arrivarono alla Gipsoteca come dono da parte del Sovrano Militare Ordine di Malta, erede universale, fino a quel momento, dei beni dei Calandra dopo la morte della figlia Elena e dell'unico figlio di costei, Davide Cravero.

## Nuovo allestimento

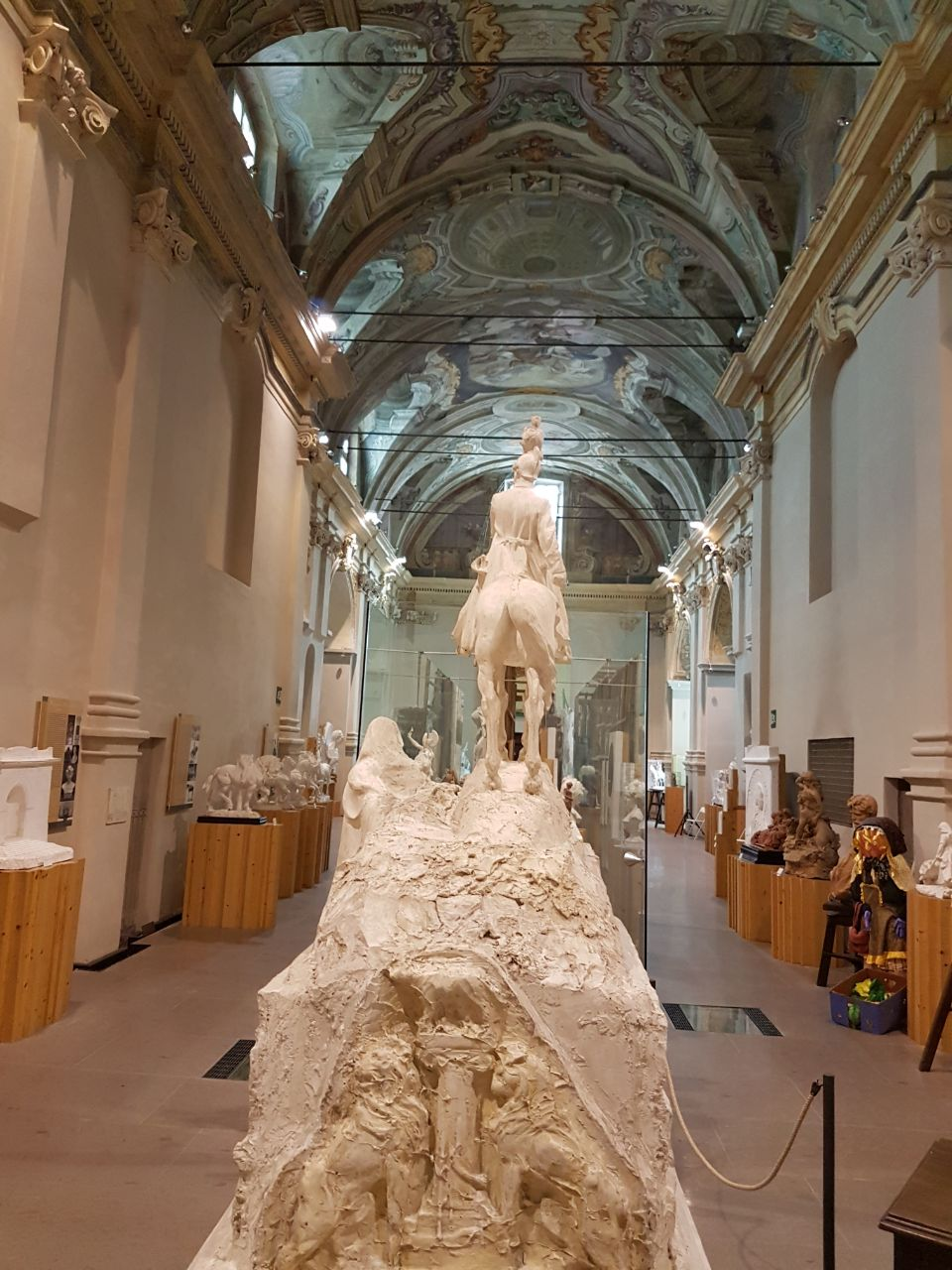

Nel 1998 venne deciso ed iniziato il restauro ed il riallestimento della Gipsoteca. 
Il nuovo percorso, inaugurato nel 2002, segue un ordine tematico che individua i principali soggetti sviluppati dall'artista. All'interno di ogni sezione tematica si tiene conto dell'ordine cronologico. 
La visita prende avvio da una sala introduttiva in cui sono fornite informazioni sull'artista e sulla tecnica della lavorazione del gesso. Al di là di una grande vetrata il visitatore può osservare l'allestimento di un magazzino d'artista, con bozzetti, opere non finite, copie che lasciano intendere la cospicua quantità di materiale non restaurato o non presente nell'area espositiva. 
Più di 100 opere che attraversano l'intero arco di vita dell'artista sono esposte all'interno della gipsoteca. Il percorso a U lungo le pareti e le cappelle della chiesa è modulato grazie al grandioso Fregio realizzato per l'Aula del Parlamento (12,70 X 3,20 m) il quale, insieme ad altre opere di grandi dimensioni, divide simmetricamente lo spazio della navata. Il piano del pavimento, realizzato in pietra di lava, sobrio ed opaco, dialoga in contrasto con la ricca volta affrescata sovrastante. Piedistalli costituiti da tronchetti modulari in legno di abete si adattano in pianta al volume dell'opera, sostengono i gessi più piccoli. In alcuni casi sono i cavalletti originali provenienti dal laboratorio dello scultore a fungere da sostegno. 
Una vetrina con un ritrattin gesso o dello scultore, si affaccia sulla piazzetta di ingresso al museo, come una finestra aperta tra città e luogo espositivo.

## L'artista
Davide Calandra nasce a Torino il 21 ottobre 1856. Insieme al fratello Edoardo viene avviato fin dalla giovane età agli studi artistici, che si concentreranno poi sulla scultura. Frequenta l'Accademia Albertina di Torino ed inizia a modellare ed esporre a partire dal 1880. Durante il primo decennio di attività si afferma come scultore di opere di genere, con piccole sculture che vanno incontro al gusto dei salotti di fine Ottocento. Accanto a questo filone inizia a sviluppare una nuova sensibilità per i temi legati al Verismo, ispirandosi in questi ultimi alle scene quotidiane della campagna della provincia di Cuneo. 
A partire dal 1885 inizia a realizzare monumenti ed opere pubbliche. Calandra partecipa a numerosi concorsi sia nazionali che internazionali affermandosi come uno dei più importanti scultori dell'epoca. Lavorò per la famiglia reale dei Savoia e per importanti incarichi pubblici e privati sia in Italia che all'estero
La fama acquisita gli meritò l'invito a realizzare il Fregio per l'Aula del Parlamento Italiano a Montecitorio. Morì  nel 1915 a soli 59 anni e fu sepolto nel cimitero di Murello (Cn), i in un semplice tumulo, secondo le sue volontà.

## Le opere
L'allestimento segue un ordine tematico e cronologico, dapprima le opere legate a scene di genere ed al gusto verista. Tra queste merita citare:
- Fior di chiostro
- Cuor sulle spine
- Le sirene
- Monsignore

Più legate al tema del verismo sono:
- Attraverso i campi
- L'aratro
- Alla predica

Si ricorda poi, dello stesso periodo Giuda, la Moneta da 5 Lire  e il modello per la Medaglia per l'Istituto Opere Pie San Paolo,Torino
A seguire, le prime opere di grandi dimensioni a carattere funerario e commemorativo. Tra le opere funerarie documentate in gipsoteca rimarchevole è la tomba per l'architetto Molli di Borgo Manero (NO), la tomba per la famiglia Cucullo (Buenos Aires). Del cimitero monumentale di Torino, la tomba Casana, la tomba Geisser, la tomba Vicarj.
Pochi sono i soggetti a carattere sacro nella produzione dell'artista; i gessi in gipsoteca documentano:
- Madonna del Sacro Cuore, per l'omonima chiesa di Torino
- il Benedetto Cottolengo realizzato in bronzo per la chiesa del Corpus Domini a Torino;
- l'Abate Spinelli,  Briga Marittima (Francia).

La sezione riguardante le opere monumentali a carattere profano si apre con il Monumento a Giuseppe Zanardelli realizzato per la città di Brescia. Tra le altre dello stesso genere ricordiamo:
- la targa al Generale Arimondi
- il monumento al colonnello Pastorelli,  Briga Marittima (Francia).

Inoltre in esposizione sono presentati i bozzetti realizzati in occasione di tre concorsi per un monumento a Garibaldi (Milano, Napoli e Parma).
Importante è la produzione per il casato Savoia per la quale realizza alcuni pregevoli e famosi monumenti.
- Monumento al Principe Amedeo I, fratello di Umberto I. Calandra partecipa al concorso indetto a Torino nel 1892. Nel 1893 inizia a realizzare la statua e il 7 maggio 1902 il monumento viene inaugurato alla presenza dei reali nel Parco del Valentino.
- Il Fregio per l'Aula del Parlamento. Nel 1908 il palazzo di Montecitorio viene sottoposto a modifiche, coordinate da Ernesto Basile che affida la realizzazione del Fregio direttamente a Calandra. Nel 1913 il Fregio è già presente nell'aula, che però viene inaugurata solo nel 1918.

Il rilievo è lungo 13 m, al centro è raffigurata l'Italia, donna regale che mostra la carta costituzionale; a sinistra la forza militare e a destra la diplomazia. Ai lati del gruppo centrale viene proposta l'epopea storica dei Savoia. L'unificazione Italiana è suggerita dai profili del Monviso a destra e dell'Etna a sinistra.
- Monumento a Umberto I, assassinato nel 1900 a Monza.  Nel 1914 viene posta la prima pietra nei giardini di Villa Borghese a Roma, ma Calandra morirà prima del completamento dell'opera che sarà portata a termine dal suo allievo Rubino ed inaugurata nel 1926.